# Influence de Byzance en Occident
 (septembre 2020).

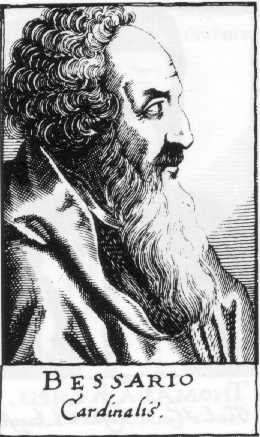
Bessarion, le plus célèbre représentant de l'humanisme byzantin, et relais vers le Quattrocento italien

Cet article concerne les domaines suivants :
- Art roman
- Egypte byzantine
- Exarchat de Carthage
- Italie byzantine
- Espagne byzantine
- Espagne wisigothique
- Influence de Byzance sur l'occident à travers la diaspora des Romaniotes à Narbonne, Mayence et Venise
- Aquilée et les patriarches
- Confrontation avec les Croisés (découverte de l'hygiène, du savon, du pluralisme religieux, du dialogue idéologique ; philosophie)
- Relations entre Constantinople et Cordoue à travers Hasdaï ibn Shaprut
- Mistra
- Venise
- Quattrocento

## Italie et Espagne byzantines

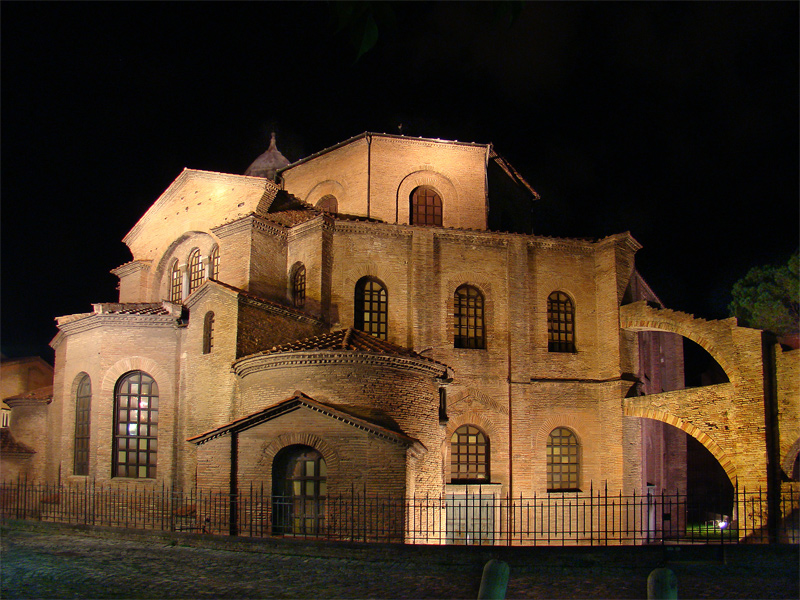
Basilique Saint-Vital de Ravenne : architecture italo-byzantine.

Au VIe siècle, l'Empire byzantin, qui entoure la Méditerranée orientale, s'étend avec les conquêtes de Justinien en Afrique du Nord, en Italie, et en Espagne du sud-est. Même après les reconquêtes des Lombards en Italie et des Wisigoths en Espagne, ces deux régions resteront au contact direct de la civilisation byzantine, et leurs monastères renferment encore des œuvres antiques. En Italie, Ravenne, Venise, Gênes, Pise, Amalfi et la Sicile (Palerme) gardaient des contacts étroits avec l'Empire byzantin, dont elles firent longtemps partie (jusque vers l'an 1000 pour Venise).
Aux VIIe et VIIIe siècles, les Arabes mettent fin à la puissance militaire et politique de Byzance en Syrie, Palestine, Égypte, Afrique du Nord et Espagne, mais héritent ainsi à leur tour de la civilisation byzantine, elle-même « gardienne » des œuvres de l'Antiquité gréco-romaine.
L’héritage byzantin se décline aussi en ingénierie hydraulique (aqueducs, réservoirs, norias, thermes devenus hammams ou « bains turcs ») et en témoignages architecturaux à Ravenne par exemple, où l’on trouve de nombreuses mosaïques dans le style byzantin, dans la basilique Saint-Vital de Ravenne (VIe siècle).

## Première diffusion de l'influence byzantine

### Contacts par les Romaniotes
Avec l’avènement de l’Empire romain d'Orient, les juifs romains, appelées Romaniotes deviennent citoyens de l’Empire byzantin. Une partie des communautés romaniotes essaime en Europe occidentale : on y trouve des patronymes d’origine romaniote (Kalonymos, Chryssologos, Mellinis, Nassis...) à Narbonne, Mayence et Venise dès le XIe siècle. Les Romaniotes diffusent la culture et l'art byzantin au sein des communautés ashkénazes (« allemandes » en hébreu) et séfarades (« espagnoles » en hébreu) d’Occident.
Benjamin de Tudèle (XIIe siècle) rapporte l'arrivée de Juifs de Corfou, d'Arta, d'Aphilon, de Patras (dont est originaire la famille de Sabbataï Tsevi), de Corinthe, de Thèbes, de Chalcis, de Salonique et de Drama. La plus grande communauté, celle venue de Thèbes, comporte près de 2 000 Juifs, exerçant pour la plupart la profession de teinturiers ou de confectionneurs d'habits de soie.
Les communautés romaniotes s'intègrent parmi les Séfarades en Espagne : après leur expulsion de ce pays en 1492, c'est tous ensemble qu'ils émigreront vers les territoires anciennement byzantins, devenus ottomans, où beaucoup de Romaniotes avaient gardé des liens. Ces Juifs devenus ottomans, forment un millet au sein du système turc.

### Diffusion vers le monde carolingien
À partir des premières décennies du IXe siècle, les premiers contacts de l'empire carolingien avec l'Espagne musulmane et l'Italie lombarde, ainsi que l'afflux de nombreux juifs et mozarabes fuyant l'Al-Andalus vers les États de la marche d'Espagne, amènent vers le monde carolingien un afflux de connaissances scientifiques et techniques jusque-là limité à la Catalogne et à l'Italie.
L'ecclésiastique Gerbert d'Aurillac, futur Sylvestre II (pape de l'an mille) avait une culture exceptionnelle pour son époque. Il était non seulement mathématicien, mais avait une grande connaissance des auteurs antiques, acquise en grande partie des contacts qu'il eut en Espagne, en Catalogne. Gerbert d’Aurillac fut l’un des premiers à s’intéresser aux œuvres d'Aristote en Occident. Comme écolâtre de Reims, il réintroduisit les arts libéraux, et particulièrement le quadrivium, qui n'était presque plus enseigné dans les monastères.

## Influence byzantine auxXIIeetXIIIesiècles

### Contacts par les croisades
L'expansion musulmane conduisit les Arabes à conquérir Jérusalem, qui faisait partie de longue date de l'Empire romain d'Orient à partir de Théodose Ier, puis l'Empire byzantin.
Le pape Urbain II, lors du concile tenu à Clermont-Ferrand en novembre 1095 lance un appel à la « croisade » en Terre sainte pour combattre les infidèles. La première croisade se déroule de 1095 à 1099. Jérusalem est prise par les croisés en 1099 dans des conditions atroces. Une deuxième croisade a lieu de 1147 à 1149, à l'instigation de Bernard de Clairvaux qui prêche à Vézelay. Lors de la Quatrième croisade (en 1204), les Croisés sont choqués de trouver dans Constantinople des synagogues ayant pignon sur rue, ainsi que des Juifs se promenant librement et parfois en armes, comme les chrétiens. Au cours d’une attaque des Croisés sur l'une de ces synagogues, un quartier de Constantinople est brulé.
À la suite de ces incidents, la guerre éclate entre Croisés et Byzantins. Lorsque les premiers s'emparent de Constantinople pour 58 ans, ils pillent la ville, et parquent les juifs dans des quartiers isolés.
Malgré la nature guerrière et violente des croisades, ces contacts ont commencé à faire prendre conscience de l'existence de la science byzantine et musulmane. On commença d'utiliser les techniques de la médecine hippocratique pour soigner les blessés.[réf. nécessaire] Il faut noter l'attitude de tolérance de François d'Assise, qui s'opposa à la violence des croisés envers les orthodoxes, les juifs et les musulmans.

### Les traductions latines

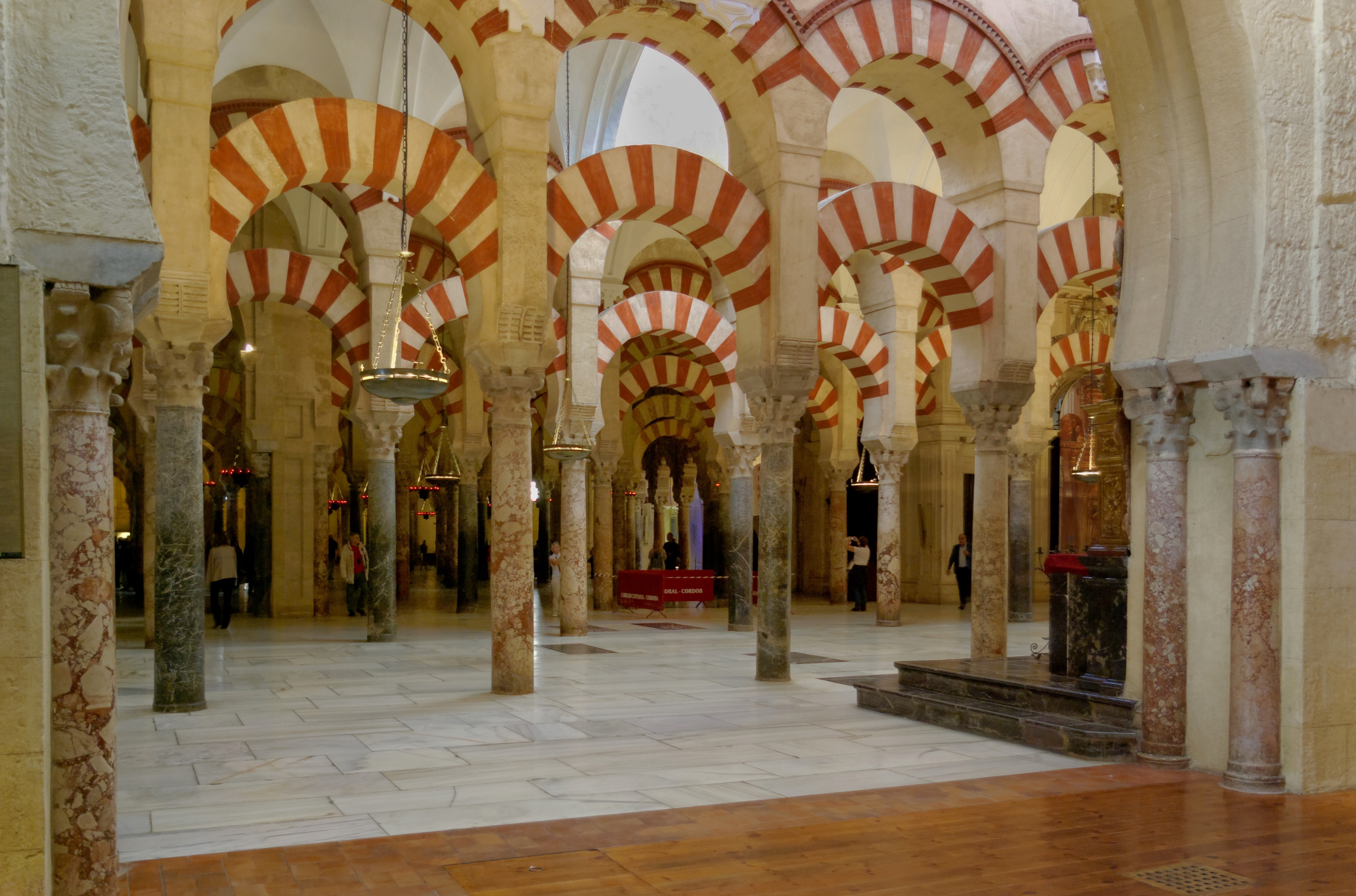
Grande mosquée de Cordoue : architecture d'inspiration byzantine

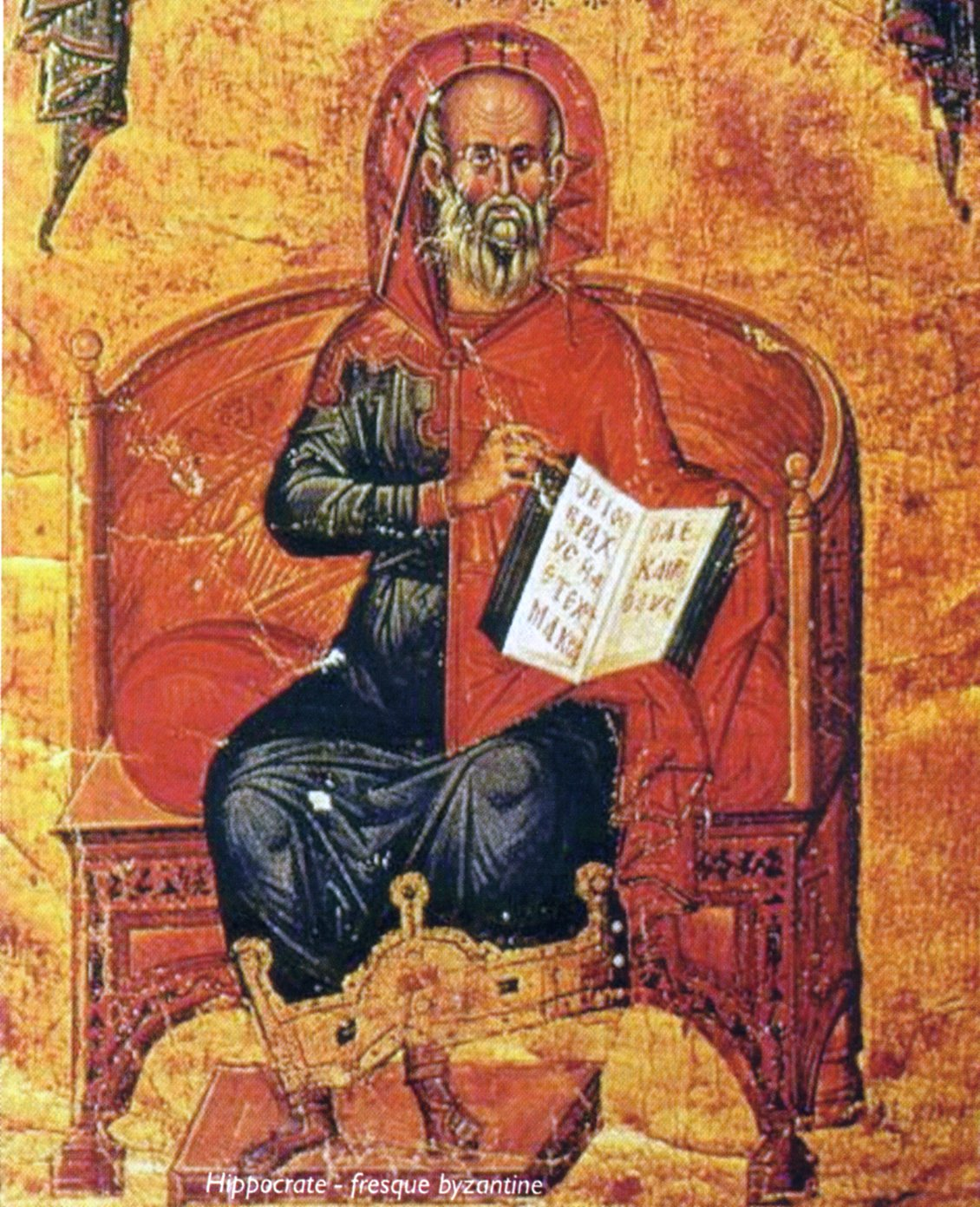
Hippocrate: fresque byzantine du XIVe siècle.

L’influence de Byzance se manifesta au XIIe siècle principalement par des traductions en latin d'ouvrages scientifiques et philosophiques grecs.
Surtout à partir de 1120, des équipes d’italo-grecs traduisent des ouvrages directement du grec en latin. Cela concerna des œuvres d’auteurs grecs : la philosophie de Platon, Galien et Hippocrate en médecine, ainsi que des auteurs byzantins comme Grégoire de Nysse, Jean Chrysostome et Jean Damascène. En philosophie, cela concerne notamment tout l’Organon, puis la Physique d’Aristote ; en géométrie, les travaux d’Euclide, et en géographie et cartographie, l’œuvre de Ptolémée, celle d’Almageste, en particulier en ce qui concerne le planisphère, mais aussi l'optique.
Les principaux traducteurs furent Alfan de Salerne (dès le XIe siècle), Jacques de Venise, Henri Aristippe (à Catane), Burgondio de Pise, au XIIe siècle, et Guillaume de Moerbeke au XIIIe siècle. Ugo Etherianus et son frère Léon Tuscus traduisirent des sermons de Jean Chrysostome et le De fide orthodoxa de Jean Damascène. On leur doit aussi diverses anthologies de Pères grecs.
Aux contacts directs entre l'Empire byzantin et l'Occident se sont superposés les contacts indirects à travers la civilisation islamique. L’Occident redécouvrit en effet la philosophie et les sciences grecques, notamment Aristote (en partie, avec des commentaires), mais aussi d'autres auteurs, soit des philosophes, soit des scientifiques, que la civilisation musulmane s'est appropriées, en plus des connaissances issues de l'Inde et de Babylone), développant progressivement son propre savoir :
- les premières traductions des traités scientifiques d'Al-Khwarizmi furent effectuées par deux Anglais : Adélard de Bath qui traduisit les tables astronomiques (1120), et Robert de Chester auquel l'on doit des traités d'arithmétique et d'algèbre fruste (1145) ;
- les deux grands savants musulmans que sont Avicenne (Ibn Sina, 980-1037), et Averroès, ont beaucoup transmis sur ce point à la civilisation occidentale, ainsi que Maïmonide (dont Thomas d'Aquin s'est fortement inspiré quelques décennies plus tard). En fait, tous les occidentaux n'acceptèrent pas facilement cette philosophie : Bernard de Clairvaux eut des accrochages avec Averroès.

Le principal traducteur de l'arabe au latin fut, à Tolède, Gérard de Crémone, qui traduisit en latin, outre des ouvrages d'origine arabo-musulmane tels que le Canon de la médecine d'Avicenne, quelques ouvrages d'Aristote. 
Ce fut Albert le Grand, au XIIIe siècle, qui introduisit les œuvres d'Aristote dans les universités européennes. Les grands principes de cette philosophie sont alors structurés en plusieurs grandes branches, notamment : la logique (Organon), la métaphysique et l'éthique (éthique à Nicomaque).
Thomas d'Aquin, élève d'Albert le Grand, fit une synthèse des textes du christianisme et de la philosophie d'Aristote dans la somme théologique, qui constitue l'une des bases de la théologie chrétienne, encore de nos jours. Les enseignements de cette philosophie furent donnés dans l'école scolastique à partir du XIIIe siècle. Les nouvelles sciences ainsi acquises prirent place à côté des sept arts libéraux. La rhétorique, dans le trivium, conserva une place importante.

## L'influence de Byzance sur l'Espagne musulmane et la Renaissance italienne
L’Empire grec n’a cessé de transmettre sa culture, ses savoirs et ses technologies, non seulement aux Arabes de l’Orient, mais aussi à ceux de l’Occident, par exemple au Xe siècle, lorsque Constantin VII et Romain Lécapène envoie bibliothèques et traducteurs en Espagne musulmane, à Hasdaï ibn Shaprut, ministre du calife de Cordoue, Abd al-Rahman III. Parmi ces copies, on trouve De materia medica, du médecin et botaniste grec Dioscoride. Redécouverte par les « Philhellènes », cette transmission a longtemps été occultée dans l’historiographie classique occidentale, qui affirme tenir des Arabes sa redécouverte du patrimoine antique, sans s’interroger pour savoir d'où ceux-ci le tenaient : n’appelons-nous pas « hammam » les thermes, et « style mauresque » l’art roman byzantin, adapté aux goûts des Arabes ? Les « Philhellènes », eux, affirment qu’au XVe siècle, c’est en grande partie par l’intermédiaire de manuscrits byzantins que l’on redécouvrit en Occident la science antique, principalement à travers Aristote et Ptolémée. Quelques décennies avant la chute de Constantinople, des érudits grecs commencèrent à émigrer vers Venise et les principautés italiennes, emportant avec eux quantité de manuscrits.
Ainsi en Italie, les lettrés byzantins tels Manuel Chrysoloras, Démétrios Kydones, François Philelphe, Giovanni Aurispa, Vassilios Bessarion, Jean Bessarion ou Jean Lascaris jouèrent un rôle particulièrement actif dans la transmission des écrits grecs, telle l’encyclopédie appelée Souda (du grec ancien Σοῦδα / Soũda) ou Suidas (du grec ancien Σουίδας / Souídas) constituée vers la fin du IXe siècle et imprimée par Démétrius Chalcondyle à Milan en 1499. Les bibliothèques vaticane et vénitienne (Biblioteca Marciana) recèlent encore de nombreux manuscrits astronomiques de cette époque, totalement inédits ou édités récemment, comme le Vaticanus Graecus 1059 ou le Marcianus Graecus 325 de Nicéphore Grégoras. Ce transfert culturel et scientifique joua un rôle important l’avènement de la Renaissance du XVe au XVIIe siècle, mais fut occulté par le mishellénisme ambiant qui domina longtemps l’inconscient collectif occidental. Par ailleurs, Venise regorge de trésors pris à l'Empire et son architecture est d'inspiration byzantine.

## Suites
L’influence byzantine en Occident eut des suites très importantes sur le plan intellectuel avec l'épanouissement de la scolastique au XIIIe siècle grâce aux ouvrages des philosophes grecs (notamment Aristote) transmis depuis les bibliothèques d'Orient. La scolastique eut du mal, dans les siècles suivants (au XVIIe siècle notamment, avec l'affaire Galilée) à se renouveler.
L’éclatement de la Pentarchie (église unie) en 1054 aggrava une rupture culturelle entre l’Orient et l’Occident, scellée lors du sac de Constantinople en 1202 par la quatrième croisade, et facilitant la prise de Constantinople par les Ottomans en 1453. Cela ne mit pas pour autant un terme aux échanges entre la culture byzantine et l’Occident, car, malgré les préjugés d’origine ecclésiastique ou au contraire anticléricale de certains lettrés occidentaux, les Phanariotes (aristocrates grecs de Constantinople, drogmans de l'Empire ottoman et hospodars des principautés danubiennes), des tzars russes tels Pierre le Grand et ses successeurs, des princes roumains tels Démétrius Cantemir continuèrent à faire connaître l'héritage byzantin en Occident tout en étant vecteurs de l'esprit des Lumières en Orient. Ce fut la naissance des temps modernes.
En effet, sous l’Empire ottoman aussi, les archontes grecs et le patriarche de Constantinople tentent de maintenir leur prestige et d'adoucir le sort des populations chrétiennes soumises (nation des Roum pour les Ottomans, dérivé de Romaioi - Ρωμαιoι - c’est-à-dire ressortissants de la Romania - Ρωμανια, nom officiel et endonyme de l’empire byzantin) en finançant des écoles qui tentèrent de maintenir l’hellénisme.
Enfin, au XIXe siècle, l’église catholique d’Occident adopte, en réaction au style néo-baroque, le style « romano-byzantin » (avec dôme, clochetons et campaniles) illustré par des basiliques comme le Sacré-Cœur de Montmartre de Paris, Notre-Dame de Fourvière à Lyon, Notre-Dame de La Garde ou la Major à Marseille.